# Jan Szałaj
Jan Szałaj (ur. 27 lutego 1949 w Świdnicy) – generał brygady Wojska Polskiego, doktor nauk wojskowych, były szef Wojewódzkiego Sztabu Wojskowego w Olsztynie.

## Życiorys
Jan Szałaj urodził się 27 lutego 1949 r. w Świdnicy. We wrześniu 1967 r. rozpoczął naukę jako podchorąży w Wyższej Szkole Oficerskiej Wojsk Zmechanizowanych im. Tadeusza Kościuszki we Wrocławiu. Był promowany na podporucznika w 1971 r. Służbę zawodową rozpoczął jako dowódca plutonu, a następnie dowódca kompanii w 11 pułku zmechanizowanym w Krośnie Odrzańskim z 4 Dywizji Zmechanizowanej. W latach 1977–1979 powierzono mu funkcję pomocnika szefa sztabu 11pz ds. operacyjnych. 
Od października 1979 r. do sierpnia 1982 r. studiował w Akademii Sztabu Generalnego WP w Rembertowie. W 1982 r. był w redakcji czasopisma „Myśl Wojskowa” na stanowiskach: aspiranta, redaktora, kierownika działu (1984–1986). Od 1986 r. oficer do zleceń w kierownictwie Sztabu Generalnego Wojska Polskiego. Następnie objął funkcję szefa Sekretariatu Wiceministra Obrony Narodowej.  
W 1991 r. awansowany na stopień pułkownika. W 1992 r. ponownie był w redakcji czasopisma  „Myśl Wojskowa”. W tym samym roku został wyznaczony na stanowisko szefa Gabinetu Mininistra Obrony Narodowej (Janusz Onyszkiewicz). Od 1993 r. był w dyspozycji Departamentu Kadr MON. W 1994 r. objął funkcję kierownika Departamentu Wojskowego Urzędu ds. Kombatantów i Osób Represjonowanych. W latach 1997–2000 sprawował ponownie stanowisko dyrektora Gabinetu Mininistra Obrony Narodowej (Janusz Onyszkiewicz). 
15 sierpnia 1999 r. podczas uroczystości z okazji Święta Wojska Polskiego na dziedzińcu Belwederu został awansowany na stopień generała brygady. Akt mianowania odebrał z rąk prezydenta Rzeczypospolitej Polskiej Aleksandra Kwaśniewskiego. W latach 2000–2006 piastował stanowisko szefa Wojewódzkego Sztabu Wojskowego w Olsztynie. W 2007 r. zakończył zawodową służbę wojskową.

## Awanse[1]
- podporucznik – 1971
- porucznik – 1974
- kapitan – 1978
- major – 1983
- podpułkownik – 1987
- pułkownik – 1991
- generał brygady – 1999

## Ordery, odznaczenia i wyróżnienia
- Krzyż Kawalerski Orderu Odrodzenia Polski[1]
- Odznaka pamiątkowa WSzW – 2000, ex officio
- Odznaka Skoczka Spadochronowego Wojsk Powietrznodesantowych – 1970